# جيرالد كارتر
جيرالد كارتر (بالإنجليزية: Gerald Emmett Carter)‏ (و. 1912 – 2003 م) هو عالم عقيدة، وكاهن كاثوليكي، من كندا، ولد في مونتريال، توفي في تورونتو، عن عمر يناهز 91 عاماً.

## مناصب
تولى منصب رئيس الاساقفة، والكاردينال، وأسقف.

## جوائز
حصل على جوائز منها:
- شريك وسام كندا.